# My Everything (Ariana Grande)
My Everything è il secondo album in studio della cantante statunitense Ariana Grande, pubblicato il 25 agosto 2014 dalla Republic Records.

## Antefatti
L'album di debutto di Ariana Grande, Yours Truly, era stato pubblicato il 3 settembre 2013 ed era stato favorevolmente accolto dalla critica. Più tardi quello stesso mese, in un'intervista per Rolling Stone, la Grande aveva dichiarato di aver cominciato a lavorare al suo secondo album in studio e che aveva già completato due canzoni:
 Le sessioni di registrazione sono iniziate nel mese di ottobre 2013, durante le quali la Grande ha lavorato con i produttori del suo album di debutto, tra cui Harmony Samuels, Babyface, The Rascals e Tommy Brown. la Grande avrebbe voluto pubblicare l'album intorno a febbraio 2014. Nel gennaio 2014, la cantante confermò di aver lavorato con nuovi produttori come Zedd, Ryan Tedder, Savan Kotecha, Benny Blanco, Key Wane e Max Martin. La Grande ha dichiarato a fine febbraio di voler chiamare il suo album con il nome di una canzone che aveva finito di registrare quel fine settimana, una canzone che "è molto onesta e fa piangere".

## Singoli

### Estratti
- Problem è il primo singolo estratto dall'album e viene pubblicato il 28 aprile 2014 con la partecipazione della rapper australiana Iggy Azalea e reso disponibile lo stesso giorno in download digitale. La canzone riscuote un grande successo commerciale: debutta al 2º posto della Billboard Hot 100 e vendendo 480 000 copie nella prima settimana, rendendo la cantante la quinta artista femminile al mondo ad aver venduto un numero di unità così grande; nel giugno dello stesso anno viene certificato sei volte platino negli Stati Uniti d'America e riesce ad entrare nella top 10 in 33 nazioni, venendo premiato varie volte platino, due volte in Italia.
- Break Free, che vede la partecipazione del DJ Zedd, è il secondo singolo, estratto il 2 luglio 2014 e che, come Problem, rientra nelle classifiche musicali di tutto il mondo: debutta alla 15ª posizione alla Billboard Hot 100 con 161 000 copie vendute nella prima settimana, e raggiunge il picco posizione al quarto posto; nel resto del mondo raggiunge le prime dieci posizioni in 23 Paesi, e viene certificato varie volte platino in Australia, Canada, Danimarca, Italia, Stati Uniti d'America e Svezia.
- Love Me Harder, il terzo singolo estratto, e che vede la partecipazione vocale di The Weeknd viene trasmesso nelle radio di tutto il mondo a partire dal 30 settembre 2014, stesso giorno della sua pubblicazione e raggiunge la settima posizione nella Billboard Hot 100.
- One Last Time viene pubblicato come ultimo singolo il 10 febbraio 2015 e raggiunge come picco posizione il 13º posto negli Stati Uniti.

Il 12 agosto 2014 è stato pubblicato a livello promozionale il brano Best Mistake, realizzato con il rapper Big Sean. L'edizione deluxe dell'album contiene inoltre il singolo Bang Bang di Jessie J, al quale hanno parte la stessa Grande e la rapper trinidadiana Nicki Minaj. Ha ottenuto un grande successo commerciale e, con 5 milioni di copie vendute in tutto il mondo, conquista la prima posizione in cinque paesi e raggiunge la top 10 in altri 25; inoltre è stata candidata ai Grammy Awards come miglior canzone da un gruppo e vince sotto la categoria "Canzone preferita dell'anno" ai Kids' Choice Awards 2015.

## Accoglienza
L'album ha ricevuto critiche generalmente positive dalla maggior parte dei critici musicali. Secondo Metacritic, il disco ha ricevuto un punteggio di 64 punti su 100 sulla base di 19 recensioni. Rob Sheffield, scrivendo per la rivista Rock n' Roll, descrisse l'album come «il disco in cui Ariana dimostra tutta la sua forza e la sua maturità nella sua carriera di cantante», mentre Adam Markovitz per Entertainment Weekly ha definito le canzoni «un insieme di brani sonoricamente molto orecchiabili e che rappresentano al meglio l'anima pop della cantante». Mikael Wood, scrivendo a nome del Los Angeles Times, ha detto di «aver trovato Grande in splendida forma nell'album, in cui è profondamente innovativa».
Inoltre, l'album è stato inserito all'undicesimo posto nella lista dei 20 migliori dischi del 2014 stilata da Digital Spy.

### Riconoscimenti
| Anno | Organizzazione         | Categoria                     | Risultato       |
| ---- | ---------------------- | ----------------------------- | --------------- |
| 2015 | Grammy Award           | Miglior album pop vocale      | Candidato/a     |
| 2015 | Japan Gold Disc Award  | Best 3 Albums (International) | Vincitore/trice |
| 2015 | People's Choice Awards | Favorite Album                | Candidato/a     |

## Tour

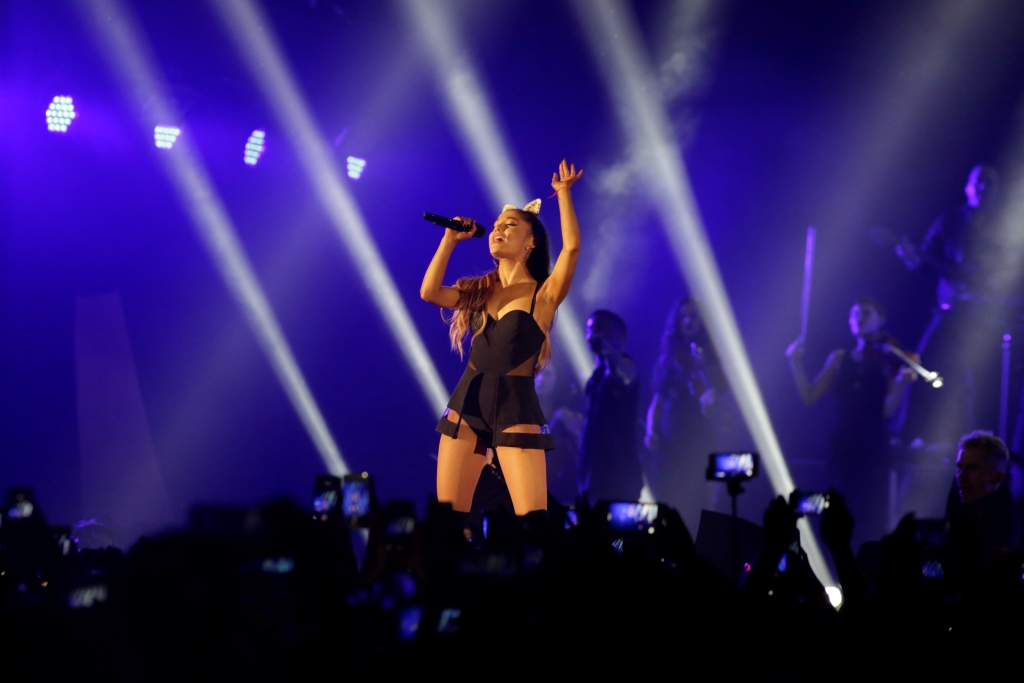
Ariana Grande in Indonesia, a Giacarta, durante lHoneymoon Tour.

Per promuovere l'uscita di My Everything, il 10 settembre 2014 la Grande, durante un'intervista concessa a Rolling Stone, ha rivelato che il 25 febbraio 2015 sarebbe partito da Independence il The Honeymoon Tour, una serie di concerti composto da 80 date e che è svolto in tre continenti, terminando il 15 ottobre 2015 a El Paso (Texas). La tournée si è sviluppata in 61 concerti in tutto il Nord America, 16 in Europa e tre in Oceania e ha visto la partecipazione di vari artisti, tra cui Prince, Justin Bieber e Big Sean.

## Tracce
1. Intro – 1:20 (Ariana Grande, Tommy Brown, Victoria McCants)
2. Problem (feat. Iggy Azalea) – 3:13 (Ariana Grande, Max Martin, Savan Kotecha, Ilya, Amethyst Kelly)
3. One Last Time – 3:17 (David Guetta, Savan Kotecha, Giorgio Tuinfort, Rami Yacoub, Carl Falk)
4. Why Try – 3:31 (Benjamin Levin, Ryan Tedder, Ammar Malik, Noel Zancanella)
5. Break Free (feat. Zedd) – 3:35 (Anton Zaslavski, Max Martin, Savan Kotecha)
6. Best Mistake (feat. Big Sean) – 3:53 (Ariana Grande, Sean Anderson, Dwane Weir II)
7. Be My Baby (feat. Cashmere Cat) – 3:36 (Benjamin Levin, Magnus August Høiberg, Theron Thomas, Timothy Thomas, Peder Losnegard)
8. Break Your Heart Right Back (feat. Childish Gambino) – 4:13 (Kirby Dockery, Andrew "Pop" Wansel, Warren "Oak" Felder, Donald Glover, Bernard Edwards, Nile Rodgers, Steven Jordan, Christopher Wallace, Sean Combs, Mason Betha)
9. Love Me Harder (con The Weeknd) – 3:51 (Max Martin, Savan Kotecha, Peter Svensson, Ali Payami, Abei Tesfaye, Ahmad Balshe)
10. Just a Little Bit of Your Heart – 3:56 (Harry Styles, Johan Carlsson)
11. Hands on Me (feat. ASAP Ferg) – 3:13 (Rodney Jerkins, Alicia Renee Williams, Adrianne Birge, Darold Ferguson, Jr.)
12. My Everything – 2:48 (Ariana Grande, Tommy Brown, Victoria McCants, Taylor Parks)

Tracce bonus nell'edizione deluxe
1. Bang Bang (Jessie J + Ariana Grande + Nicki Minaj) – 3:19 (Max Martin, Savan Kotecha, Rickard Göransson, Onika Maraj)
2. Only 1 – 3:13 (Ariana Grande, Tommy Brown, Travis Sayles, Victoria McCants, Dennis Jenkins)
3. You Don't Know Me – 3:53 (Ariana Grande, Harmony Samuels, H. "Carmen Reece" Culver, Al Sherrod Lambert, Maurice David Wade)

Tracce bonus nell'edizione italiana
1. One Last Time (feat. Fedez) – 3:19
2. Love Me Harder (Alex Ghenea Remix) – 3:31
3. One Last Time (Gazzo Remix) – 4:05

Tracce bonus (Target e 10th Anniversary Edition)
1. Cadillac Song – 2:52 (Ariana Grande, Tommy Brown, Travis Sayles, Victoria McCants, Leon Sylvers)
2. Too Close – 3:35 (Ariana Grande, Harmony Samuels, H. "Carmen Reece" Culver, Al Sherrod Lambert, Maurice David Wade)

Traccia bonus nell'edizione giapponese
1. Baby I – 3:17 (Kenneth "Babyface" Edmonds, Antonio Dixon, Patrick "J. Que" Smith)

DVD bonus presente nella versione giapponese
1. Problem (feat. Iggy Azalea) – 3:28
2. Problem (feat. Iggy Azalea) (Lyric Video) – 3:15
3. Official Interview – 7:00

## Successo commerciale
Negli Stati Uniti d'America My Everything ha esordito in vetta alla Billboard 200 con 169 000 copie vendute nel corso della prima settimana. In questo modo, la cantante ha ottenuto il suo secondo album consecutivo numero uno nel paese, diventando la prima artista femminile ad ottenere tale risultato da quando la cantante scozzese Susan Boyle lo fece con I Dreamed a Dream (2009) e The Gift (2010). Ad aprile 2018 l'album aveva raggiunto le 735 000 unità vendute negli Stati Uniti.

## Classifiche

### Classifiche settimanali
| Classifica (2014) | Posizione massima |
| ----------------- | ----------------- |
| Australia         | 1                 |
| Austria           | 3                 |
| Belgio (Fiandre)  | 1                 |
| Belgio (Vallonia) | 11                |
| Brasile           | 7                 |
| Canada            | 1                 |
| Corea del Sud     | 35                |
| Cina              | 8                 |
| Croazia           | 31                |
| Danimarca         | 2                 |
| Finlandia         | 8                 |
| Francia           | 18                |
| Germania          | 5                 |
| Giappone          | 3                 |
| Grecia            | 5                 |
| Irlanda           | 2                 |
| Italia            | 4                 |
| Norvegia          | 1                 |
| Nuova Zelanda     | 3                 |
| Paesi Bassi       | 3                 |
| Polonia           | 9                 |
| Portogallo        | 7                 |
| Regno Unito       | 3                 |
| Scozia            | 4                 |
| Spagna            | 3                 |
| Stati Uniti       | 1                 |
| Svezia            | 2                 |
| Svizzera          | 2                 |

### Classifiche di fine anno
| Classifica (2014) | Posizione |
| ----------------- | --------- |
| Australia         | 37        |
| Belgio (Fiandre)  | 99        |
| Belgio (Vallonia) | 154       |
| Canada            | 46        |
| Danimarca         | 46        |
| Francia           | 146       |
| Giappone          | 35        |
| Italia            | 85        |
| Messico           | 26        |
| Nuova Zelanda     | 49        |
| Paesi Bassi       | 32        |
| Regno Unito       | 88        |
| Stati Uniti       | 46        |
| Svezia            | 21        |
| Classifica (2015) | Posizione |
| Australia         | 75        |
| Danimarca         | 14        |
| Francia           | 103       |
| Giappone          | 83        |
| Italia            | 55        |
| Messico           | 22        |
| Paesi Bassi       | 60        |
| Regno Unito       | 89        |
| Spagna            | 82        |
| Svezia            | 10        |
| Stati Uniti       | 17        |
| Classifica (2017) | Posizione |
| Regno Unito       | 81        |
| Classifica (2021) | Posizione |
| Polonia           | 57        |

## Date di pubblicazione
| Stato       | Data            | Edizione                  | Formato                     | Etichetta discografica | Fonte                |
| ----------- | --------------- | ------------------------- | --------------------------- | ---------------------- | -------------------- |
| Germania    | 22 agosto 2014  | Standard                  | download digitale           | Island                 | [ 69 ]               |
| Irlanda     | 22 agosto 2014  | Standard                  | download digitale           | Island                 | [ 69 ]               |
| Regno Unito | 22 agosto 2014  | Standard                  | download digitale           | Island                 | [ 69 ]               |
| Mondo       | 25 agosto 2014  | Standard deluxe           | CD download digitale        | Universal Republic     | [ 70 ] [ 71 ] [ 72 ] |
| Brasile     | 26 agosto 2014  | Deluxe                    | CD                          | Universal              | [ 73 ]               |
| Filippine   | 30 agosto 2014  | Deluxe                    | CD                          | Universal Republic     | [ 74 ]               |
| Stati Uniti | 21 aprile 2015  | Standard                  | LP                          | Republic               | [ senza fonte ]      |
| Mondo       | 22 agosto 2024  | Tenth Anniversary Edition | download digitale streaming | Republic               | [ 75 ]               |
| Mondo       | 6 dicembre 2024 | Tenth Anniversary Edition | LP                          | Republic               | [ 76 ]               |